# Battaglia di Reimerswaal
La battaglia di Reimerswaal (detta anche battaglia della Schelda del 1574, battaglia di Walcharen o battaglia della Schelda Orientale), fu uno scontro navale combattuto presso la città Reimerswaal (attuali Paesi Bassi) il 29 gennaio 1574, nell'ambito della guerra degli ottant'anni. La battaglia venne combattuta tra ribelli olandesi (con truppe inglesi e scozzesi) al comando di Lodewijk van Boisot e una flotta spagnola al comando di Julián Romero. La flotta spagnola tentò di salvare la città di Middelburg che si trovava sotto assedio ma la flotta comandata da Boisot li intercettò bloccandoli e catturando circa quindici navi. Middelburg venne circondata per nove giorni assieme ad Arnemuiden.

## Antefatto
Nell'aprile del 1572 le città di Flessinga, Veere ed Arnemuiden, poste sull'isola di Walcheren, avevano giurato fedeltà alla causa degli olandesi in rivolta. Ad ogni modo, un'altra città sulla medesima isola, Middelburg, era invece rimasta leale a re Filippo II di Spagna e pertanto era stata assediata dalle altre. Dopo più di sei mesi senza cibo, munizioni e altri materiali il comandante spagnolo Sancho Dávila y Daza fece un secondo tentativo per rifornire la città via mare (il primo tentativo fallì, si veda battaglia di Borsele). Un terzo tentativo si ebbe quando Fort Rammekens venne catturato nell'agosto del 1573 da una forza anglo-olandese.
Gli olandesi comandati dal fiammingo Lodewijk van Boisot, ammiraglio di Zelanda, erano intenzonati a battere la flotta spagnola e si incontrarono con un'altra flotta al comando del vice ammiraglio Joos de Moor. Nel contempo venne fatta una richiesta di rinforzi da parte degli assediati di Middelburg alla Spagna. Raccolto un numero sufficiente di uomini, incluse delle compagnie di inglesi e scozzesi guidate dal colonnello Thomas Morgan, riuscirono infine a trovare la flotta spagnola.
Don Luis de Requesens y Zúñiga, comandante in seconda degli spagnoli, decise di inviare contro gli olandesi una forza navale per distruggerli una volta per tutti. Inoltre, una volta fatto ciò, sperava di poter salvare la guarnigione spagnola di Middelburg. Ordinò a don Julián Romero ed all'ammiraglio fiammingo Gerard de Glymes di salpare alla volta di Walcheren presso l'estuario del fiume Schelda dove sapeva si sarebbero riuniti gli olandesi.
Don Julián Romero era abile capitano di terra ma con poca esperienza nelle questioni marittime. La flotta con gran parte dei trasporti era pronta ma non avanzò oltre Bergen op Zoom.

## La battaglia
Il 29 gennaio gli olandesi gettarono l'ancora, attendendo l'innalzarsi della marea e poi proseguendo verso Bergen. Mentre le navi sparavano a salve per salutare il gran comandante spagnolo il fuoco sviluppatosi dalla miccia di uno dei cannoni provocò una catastrofica esplosione che non solo distrusse la nave ma uccise anche tutti gli uomini a bordo. La flotta, col morale a terra perché le operazioni andavano a rilento, individuò la flotta olandese al largo di Reimerswaal. Gli spagnoli pensavano che si trattassero di navi amiche e pertanto si portarono verso di loro, ma ben presto scoprirono che le navi erano quelle olandesi alla guida di Lodewijk van Boisot, ammiraglio di Zelanda. Tentarono di ripiegare sul retro ma anche il vento fu contrario e quindi ebbero come unica opzione quella di porsi in linea di battaglia. Boisot diede il via all'attacco ed entrambe le flotte si posero in formazione da battaglia presso l'estuario della Schelda.

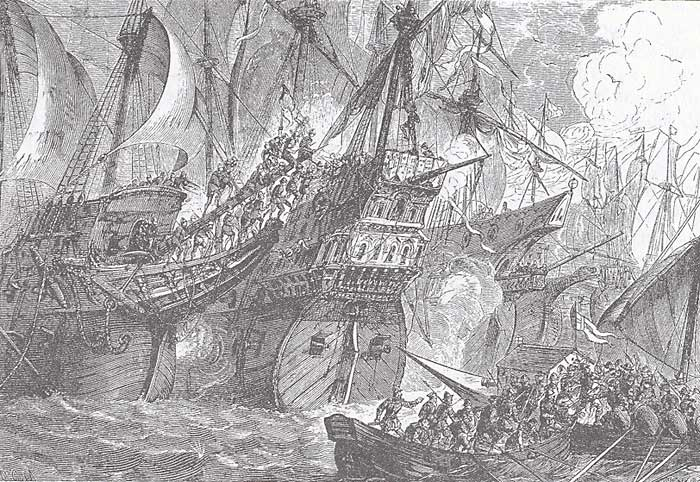
Soldati olandesi ed inglesi abbordano le navi spagnole nella battaglia.

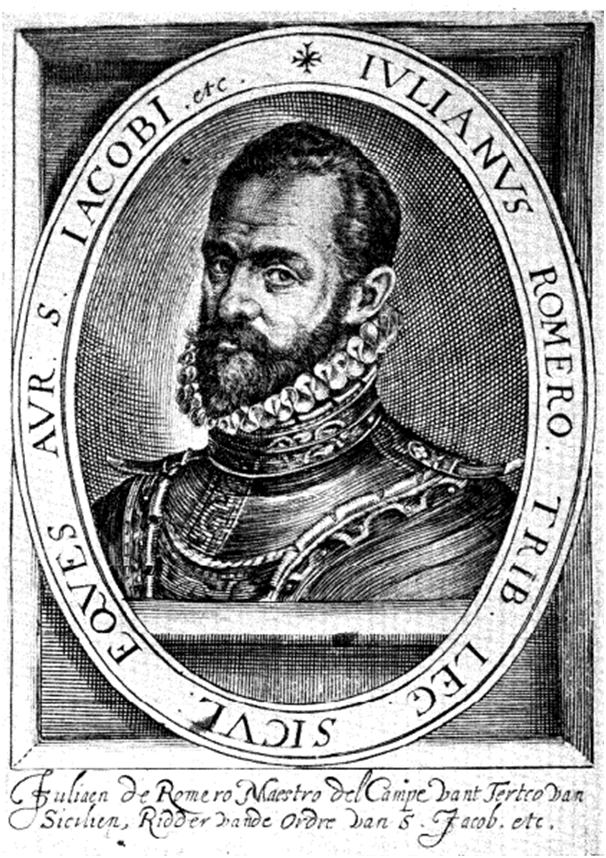
Il comandante spagnolo Julián Romero.

La prima divisione di Romero si avvicinò e tirò la prima bordata nella quale Schot e Klaafzoon caddero entrambi mortalmente feriti. L'ammiraglio Boisot perse un occhio nello scontro e molti ufficiali e marinai su altri vascelli vennero uccisi o feriti. I soldati, destinati inizialmente all'assedio, vennero infine utilizzati per il combattimento corpo a corpo sulle navi. Le navi olandesi furono in grado di abbordare i vascelli spagnoli a uno a uno. Le navi di Romero, inoltre, si trovarono sempre più incastrate tra di loro e verso la foce del fiume, non lasciando loro via di fuga.
Il combattimento si protrasse per due oire ma infine gli anglo-olandesi ebbero la meglio. La nave di De Glymes si arenò. I ribelli olandesi colsero l'occasione per attaccarla da più fronti ed infine riuscirono ad incendiarla. Il capitano Rowland Yorke con un pugno di inglesi si portò sulla nave ammiraglia del vice ammiraglio Joos de Moor ed assieme alla compagnia di inglesi del colonnello Thomas Morgan e di altre navi fiamminghe riuscì ad abbordare altre navi spagnole. Romero cercò insistentemente l'assistenza di de Glimes, ma tutto fu vano. Gli uomini di Morgan, tra i quali si trovava anche il famoso Roger Williams, riuscirono a conquistarsi la bandiera sul pennone più alto della nave ammiraglia. Nella lotta venne fatto prigioniero anche Julián Romero, ma questi fu in grado di fuggire da un boccaporto quando la nave iniziò a bruciare.
Un capitano della compagnia degli scozzesi di nome Robinson guidò i suoi uomini alla conquista della nave del contrammiraglio. Il completo disordine in cui vessava la flotta spagnola la portò a perdere altre cinque navi in un inseguimento che si fermò solo col calar della sera, quando ormai la battaglia era conclusa.

## Conseguenze

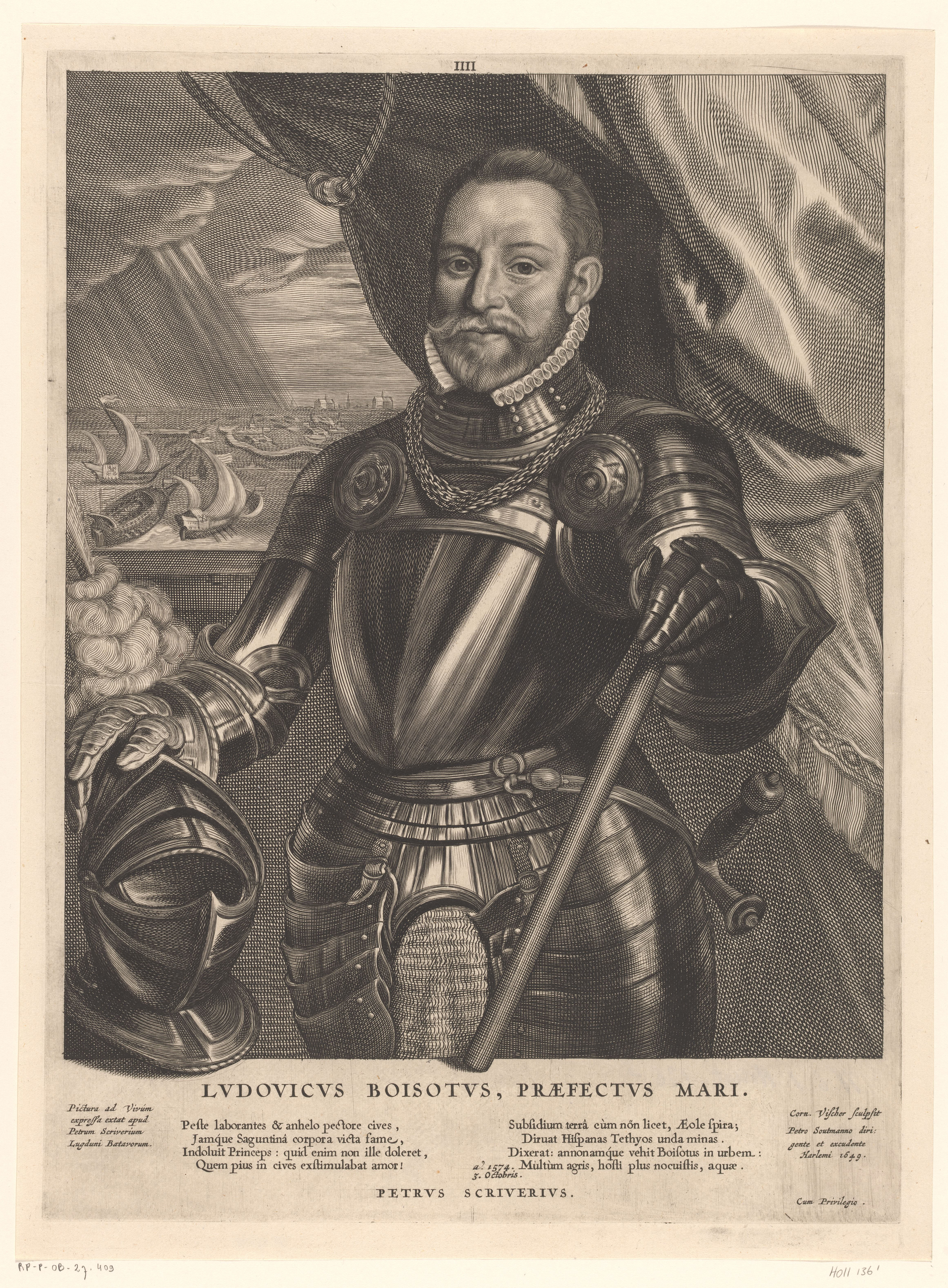
Lodewijk van Boisot, che guidò la flotta olandese nello scontro

La battaglia venne tutta osservata da don Louis Zúñiga, appostato su una diga malgrado la pioggia incessante.
Romero a riva incontrò Zúñiga;
(Romero)
Gli spagnoli si ritirarono in disordine verso Bergen dopo la perdita di quindici navi e di 1200 uomini tra morti, feriti o prigionieri. La flotta olandese con i soldati anglo-olandesi a bordo avevano perso 300 uomini e si erano viste affondate due navi. Il resto della flotta spagnola che era già salpato alla volta di Flessinga, all'udire del disastro accaduto si ritirò velocemente verso Anversa. Secondo don Zúñiga il combattimento fu selvaggio come per la battaglia di Lepanto che si era svolta appena tre anni prima.
Middelburg si arrese appena nove giorni dopo e con lei anche Arnemuiden. Le due vittorie combinate tra loro assicurarono ai ribelli olandesi il possesso delle principali basi militari della Zelanda oltre al dominio dei mari locali.
A settembre gli anglo-olandesi vittoriosi si portarono a salvare Leida che era sotto assedio da parte degli spagnoli dal 1572.
Filippo II, adirato per le sconfitte subite dal suo esercito, decise di inviare ancora più uomini nel Mare del Nord per distruggere le flotte inglese e olandese ma i suoi progetti vennero minati dalla peste, dall'inefficenza e dalla morte del comandante Pedro Menéndez de Avilés.